# Khosilot Farkhor
El Khosilot Farkhor es un equipo de fútbol de Tayikistán con sede de Farkhor. A partir del 2023 jugará la Liga de fútbol de Tayikistán tras coronarse campeón de la Primera Liga de Tayikistán.

## Historia
Fue fundado en el año 1950 en la ciudad de Farkhor tras la caída de la Unión Soviética y la independencia de Tayikistán. Fue uno de los equipos fundadores de la Liga de fútbol de Tayikistán en 1992, aunque abandonaron la liga en su año de debut por razones políticas junto al Ravshan Kulob.
La mejor participación del club en la Liga de fútbol de Tayikistán ha sido un subcampeonato en la temporada 2016, lo que le garantizó jugar en la Copa de la AFC 2017, el primer torneo internacional del club en su historia donde fue eliminado en la ronda de playoff.

## Nombres Anteriores
- 1991–1994: Khosilot
- 1995–1997: FK Farkhor
- 2003: SKA-Khatlon Farkhor
- 2004–2005: FK Farkhor
- 2010–presente: Khosilot

## Palmarés
- Supercopa de Tayikistán: 1

2017
- Primera Liga de Tayikistán: 2

2015, 2022

## Participación en competiciones de la AFC
| Temporada | Torneo  | Ronda      | Club            | Casa | Visita | Global |
| --------- | ------- | ---------- | --------------- | ---- | ------ | ------ |
| 2017      | AFC Cup | Preliminar | Shaheen Asmayee | 0–0  | 1–0    | 1–0    |
| 2017      | AFC Cup | Play-off   | Dordoi Bishkek  | 1–1  | 0–1    | 1–2    |